# Развојна дисфазија
Развојна  дисфазија је поремећај способности да се разуме и изрази језичка мисао.

## Дефиниција
Поремећај експресивног говора (развојна дисфазија) је развојни поремећај у коме је способност детета да употребљава експресивни говор испод очекиваног за узраст, али коме је разумевање говора у границама нормале. Карактеристике овог говора су: одсуство појединих речи до узраста од две године, уз неспособност формирања простих реченица до три године, незреле реченичне структуре... Дете комуницира настојећи да надокнади недостатак говора гестовима, мимиком или невербалном вокализацијом. Оштећење говорног језика је уочљиво од најранијег детињства.
Поремећај рецептивног говора је поремећај коме је разумевање говора детета испод очекиваног нивоа за узраст. Карактеристике овог поремећаја су: неодазивање на име до првог рођендана, неспособност да се до 18 месеци препозна неколико простих предмета или да се изврше прости налози. У већини случајева је изражен застој и у експресивном говору.

## Класификација језичке развијености
- нулти ниво или алалија
- први ниво језичке развијености или развојна дисфазија
- други ниво језичке развијености или аграматизам
- трећи ниво језичке развијености или наизглед развијен говор

## Клиничка слика
Јавља се дефицит аудитивне и визелне перцепције, просторне оријентације и пажње. Када је реч о језичким дефицитима, долази до смањења продукције и размевања, прагматике, семантике, стрктуре речи, а јављају се и фонолошке и артикулационе тешкоће.

## Третман
Третман обухвата подстицање развоја фине моторике, аудитивно-перцептивног развоја, вербалне стимулације, подстицање и развој именског и глаголског система, повезивање исказа у веће целине, као и кориговање говорно-језичких недостатака и развој технике читања и писања.